# Сент-Люнез
Сент-Люне́з (фр. Sainte-Lunaise) — коммуна во Франции, находится в регионе Центр. Департамент — Шер. Входит в состав кантона Леве. Округ коммуны — Бурж.
Код INSEE коммуны — 18222.
Коммуна расположена приблизительно в 220 км к югу от Парижа, в 115 км южнее Орлеана, в 19 км к югу от Буржа.

## Население
Население коммуны на 2008 год составляло 23 человека.
| 1962 | 1968 | 1975 | 1982 | 1990 | 1999 | 2008 |
| ---- | ---- | ---- | ---- | ---- | ---- | ---- |
| 43   | 43   | 31   | 36   | 29   | 23   | 23   |

## Администрация
| Период | Период | Фамилия     | Партия       | Примечания |
| ------ | ------ | ----------- | ------------ | ---------- |
| 1995   | 2001   | Жан Фошё    | беспартийный |            |
| 2001   | 2014   | Амели Жошим | беспартийный |            |

## Экономика

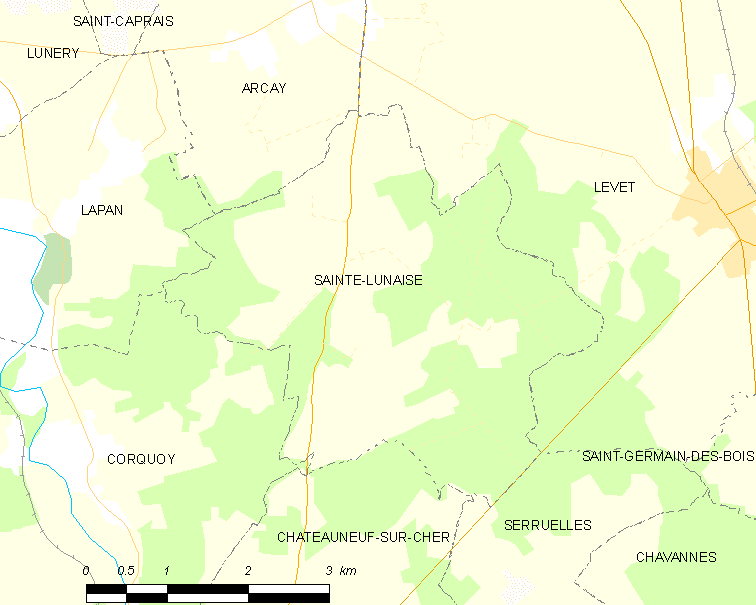
Карта коммуны

В 2007 году среди 19 человек в трудоспособном возрасте (15-64 лет) 16 были экономически активными, 3 — неактивными (показатель активности — 84,2 %, в 1999 году было 76,5 %). Из 16 активных работали 16 человек (10 мужчин и 6 женщин), безработных не было. Среди 3 неактивных 2 человека были учениками или студентами, 0 — пенсионерами, 1 был неактивным по другим причинам.